# Gregory Hoblit
Gregory Hoblit (Abilene, Texas, 27 de novembre de 1944) és un director i productor de cinema estatunidenc.
El seu pare era agent de la llei, el que ha dut que gran part del seu treball estigui relacionat amb la policia i els advocats. Abans de començar la seva carrera en el cinema va dirigir diverses sèries de televisió.
És conegut per dirigir les pel·lícules Les dues cares de la veritat, on Edward Norton va ser nominat a l'Oscar Frequency i Fracture. Ha guanyat nou premis Emmy per dirigir i produir Hill Street Blues, NYPD Blue, L.A. Law, Hooperman i el telefim Roe vs. Wade.
Hoblit va néixer a Abilene, Texas, fill d'Elizabeth Hubbard King i Harold Foster Hoblit, un agent de l'FBI. Molta obra de Hoblit està orientada cap a la policia, els advocats o els casos legals.
Hoblit va dirigir i produir el pilot de la sèrie NYPD Blue, L.A. Law i Hill Street Blues. També va escriure un episodi de la última sèrie. Hoblit va rebre premis Emmy per la direcció dels episodis pilots de Hooperman i L.A. Law.
Va estar casat amb l'actriu Debrah Farentino de 1994-2009. Tenen un fill junts.

## Filmografia
- Untraceable 2008)
- Fracture (2007)
- La guerra de Hart (Hart's War) (2002)
- Frequency (2000)
- Fallen (1998)
- Les dues cares de la veritat (1996)

Gregory Hoblit també ha dirigit diferents episodis de Policies de Nova York, Cop Rock, Hooperman, La llei de Los Angeles i Hill Street Blues.